# Coyecques
Coyecques is een gemeente in het Franse departement Pas-de-Calais (regio Hauts-de-France). De gemeente telt 562 inwoners (1999) en maakt deel uit van het arrondissement Sint-Omaars.

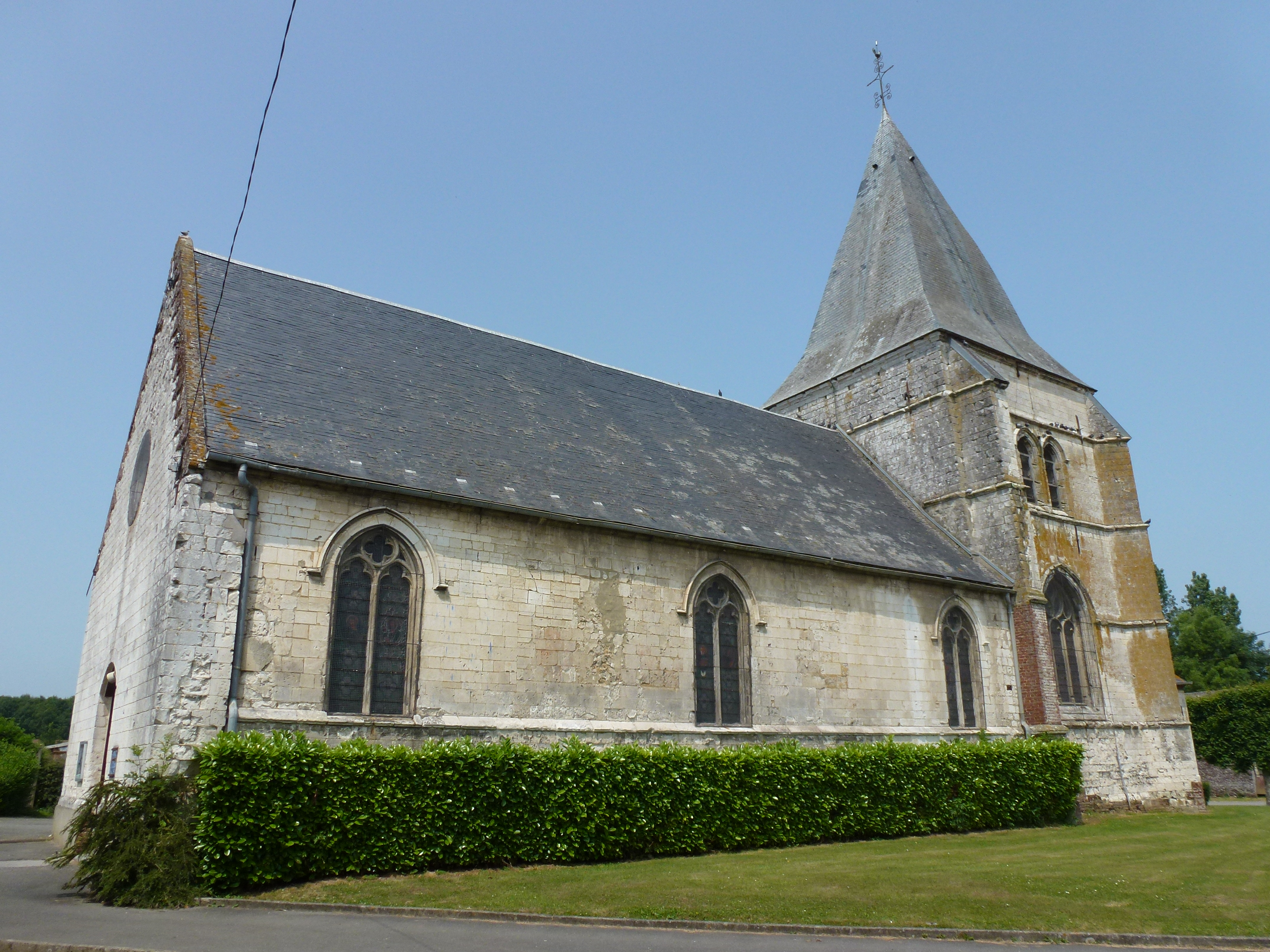
Sint-Pieters-Bandenkerk

## Geschiedenis
Oude vermeldingen van de plaats dateren uit de 9de eeuw als Coiacus en Coicus. De plaatsnaam is afgeleid van de Keltische persoonsnaam Coius met het achtervoegsel -iacum (toebehorend aan)
Op het eind van het ancien régime werd Coyecques een gemeente. In 1822 werd buurgemeente Capelle-sur-la-Lys opgeheven en aangehecht bij Coyecques.

## Geografie
De oppervlakte van Coyecques bedraagt 13,8 km², de bevolkingsdichtheid is 40,7 inwoners per km². Coyecques ligt aan de Leie. Ten zuiden van het dorpscentrum liggen langs de Leie de gehuchten Capelle-sur-la-Lys, Nouveauville, Le Wamel en Crocq. Net ten zuidoosten van het dorpscentrum ligt het gehucht Ponche.
De onderstaande kaart toont de ligging van Coyecques met de belangrijkste infrastructuur en aangrenzende gemeenten.

## Bezienswaardigheden
- De Sint-Pieters-Bandenkerk (Église Saint-Pierre-ès-Liens) heeft een gotisch schip en een zware, 17e-eeuwse toren.
- Het Monument voor de Gevallenen (Monument aux Morts) van 1922
- Diverse veldkapellen.

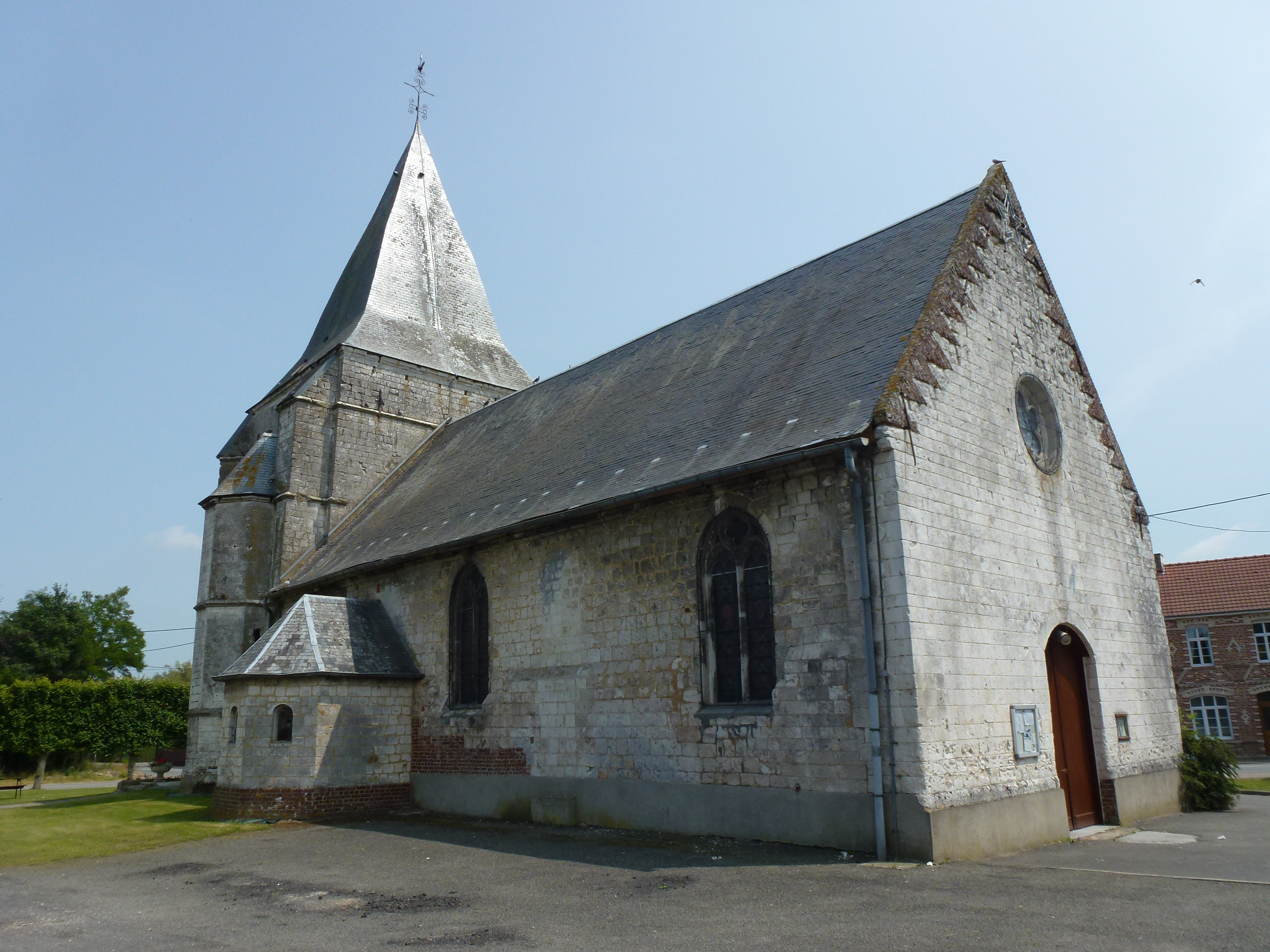
Sint-Pieters-Bandenkerk.
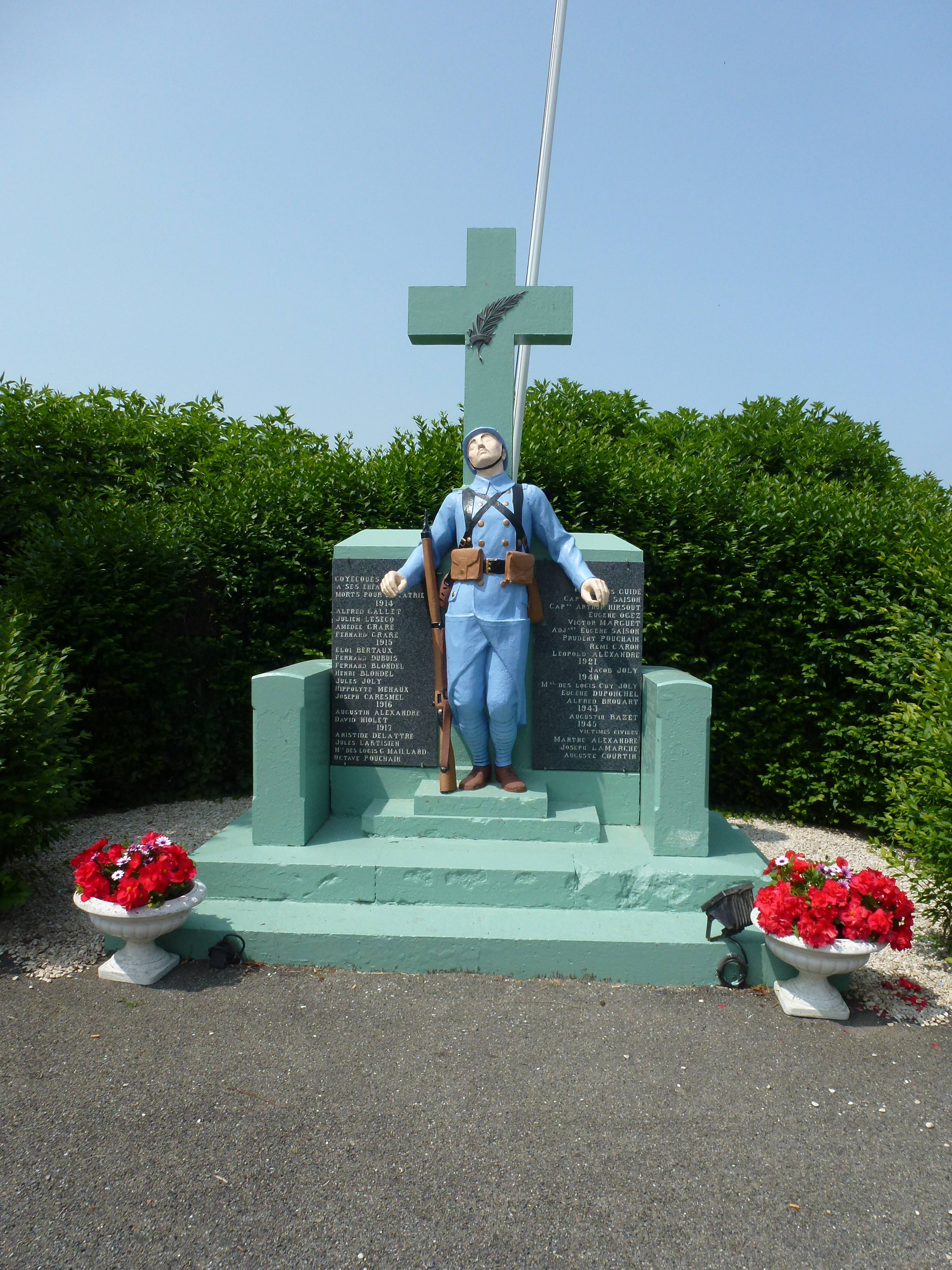
Monument voor de Gevallenen.
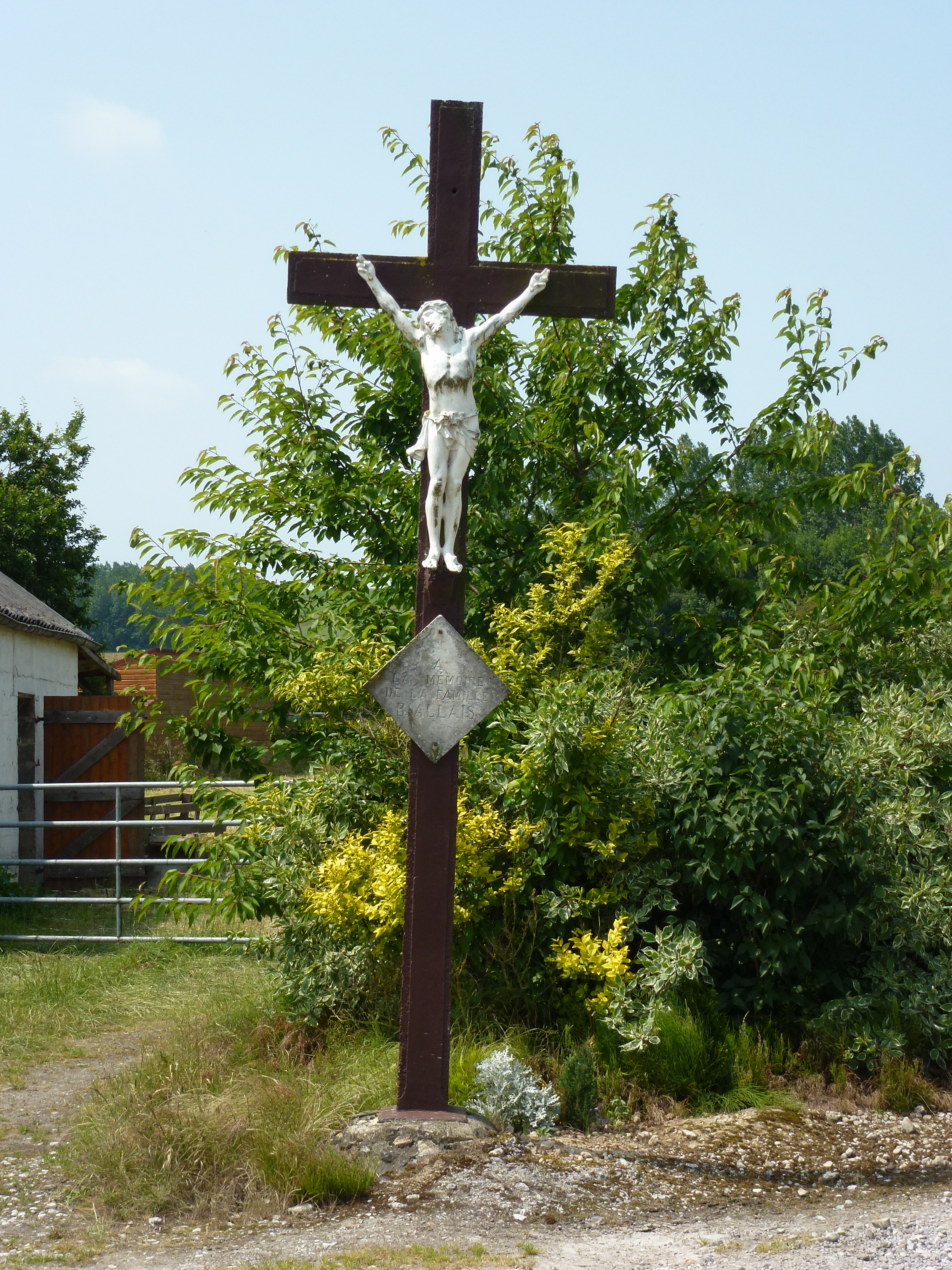
Wegkruis.
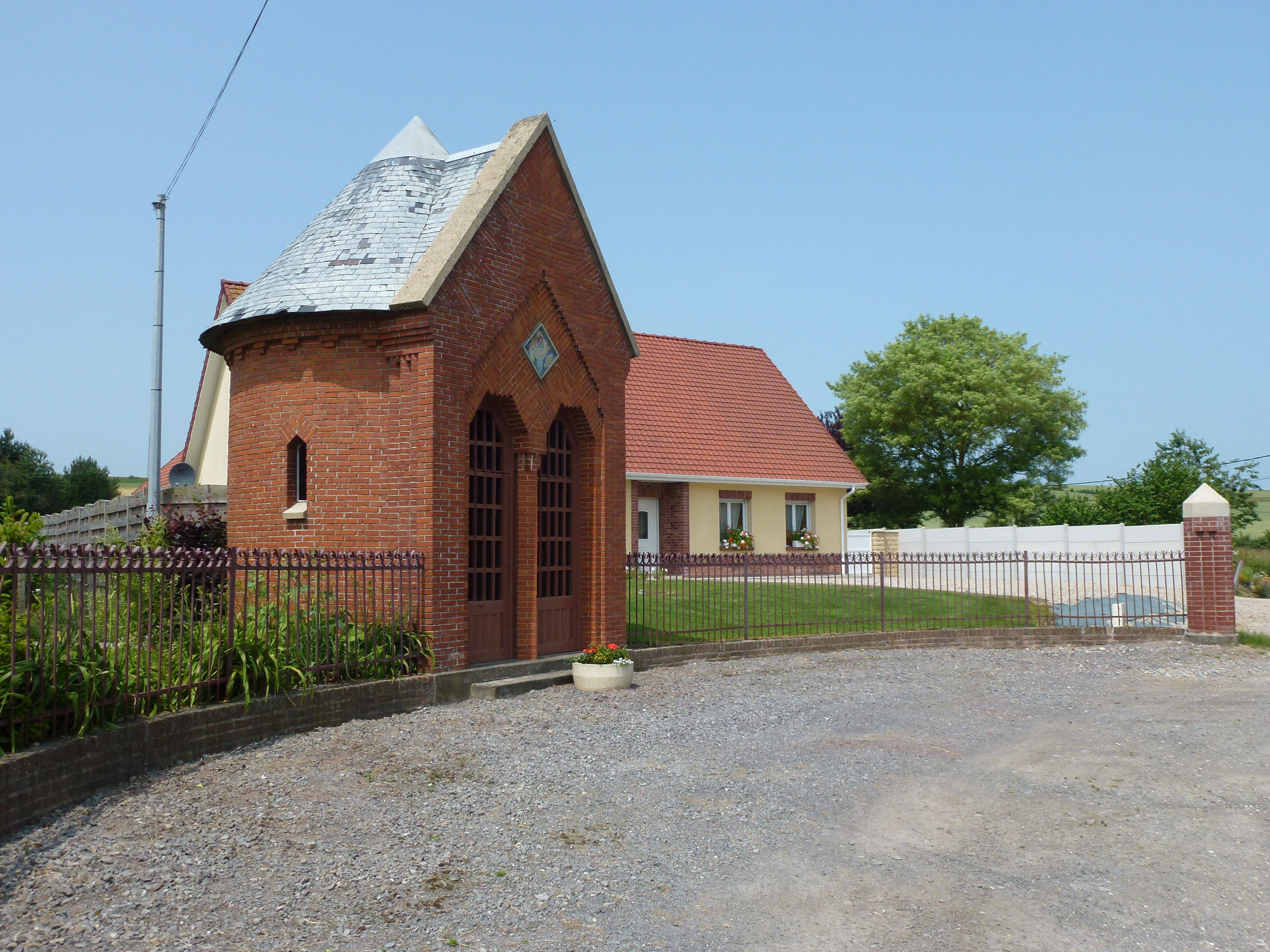
Kapel Onze-Lieve-Vrouw van de Bevrijding.
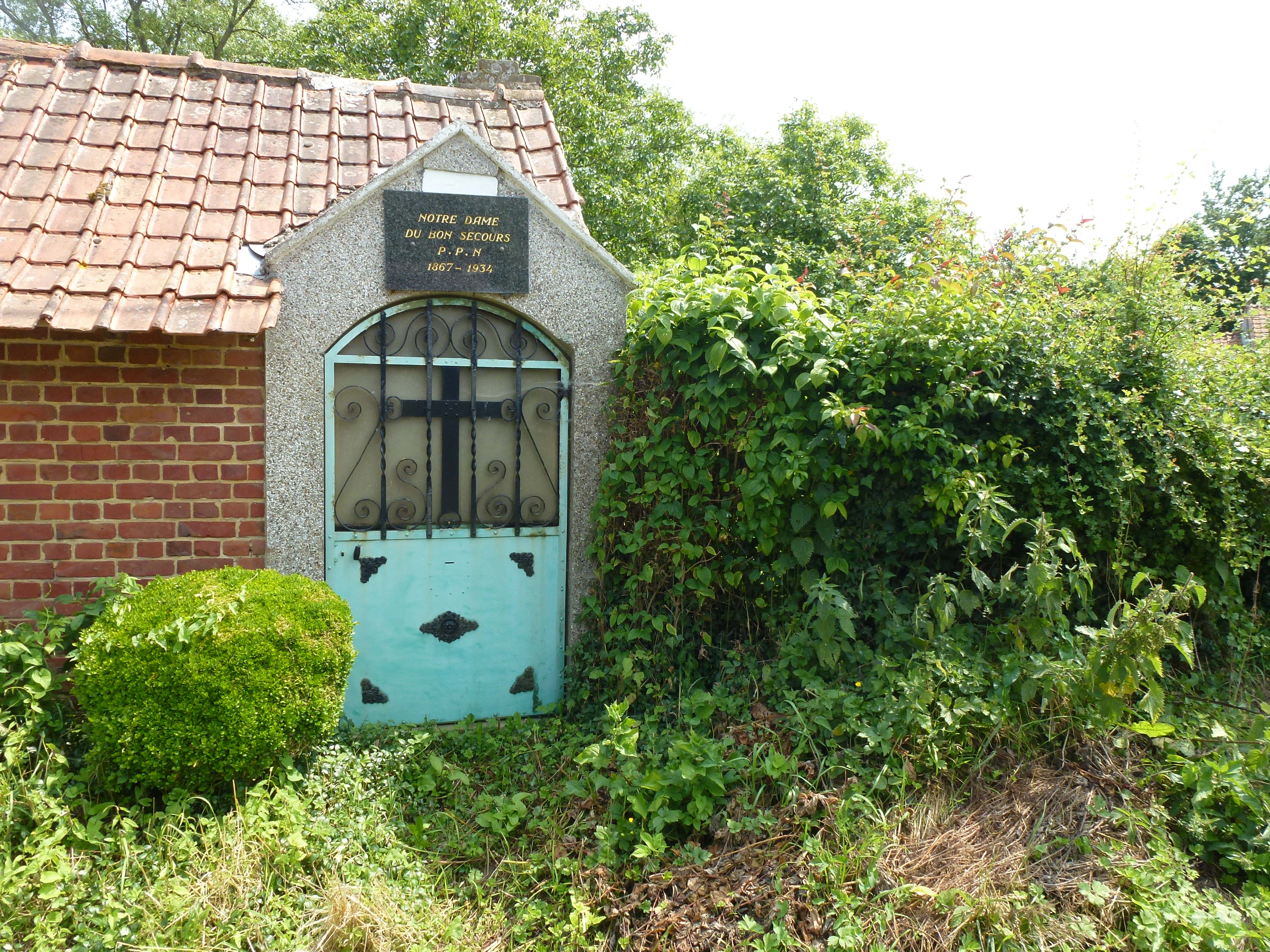
Kapel Onze-Lieve-Vrouw van Bijstand te Nouveauville.

## Demografie
Onderstaande figuur toont het verloop van het inwonertal (bron: INSEE-tellingen).

## Nabijgelegen kernen
Delettes, Dohem, Fauquembergues, Audincthun, Dennebrœucq, Reclinghem, Bomy, Erny-Saint-Julien